# دانشگاه آزاد سری‌لانکا
دانشگاه آزاد سری‌لانکا (به لاتین: Open University of Sri Lanka) یک دانشگاه در سری‌لانکا است که در کلمبو واقع شده‌است.